# Reflejo (álbum)
Reflejo es el segundo álbum de estudio de la agrupación colombiana Los K Morales. Fue lanzado el 15 de febrero de 2008.
En este álbum Los K Morales quisieron plasmar la evolución Musical que traían de su primer trabajo discográfico, el respeto por las raíces del Vallenato al grabar una puya uno de los 4 aires del folclor, sin dejar a un lado su estilo Nueva Ola.
El Productores de este álbum fueron Hugues M. Martínez y Euclides "Larry" Venegas y en el acordeón estuvo Juan Carlos Ricardo (JuanK Ricardo). 
El nombre de este disco, busca mostrar el reflejo de la evolución musical del grupo además de buscar posicionarlo en el mercado internacional, originalmente se iba a titular Gracias.
El trabajo incluye canciones de importantes compositores como: Luis "Lucho" Alonso, Leonardo Gómez Jr(†), Omar Geles, Wilfrán Castillo, Marciano Martínez, Álvaro Vence, Carlos Daza, José Valencia, Miguel Morales, Ali Guerrero y Kaleth Morales(†).
El primer sencillo es "Acróstico" y fue lanzado en agosto de 2007 a los medios.
Que no muera este amor y Gracias han sido los otros dos sencillos de esta producción logrando los primeros lugares en las emisoras además la canción Ámame también se ubicó en los primeros lugares en varias emisoras.

## Canciones
1. Ámame - (Kanner Morales y JuanK Ricardo) (4:20)
2. Puya a mi negra - (Kanner Morales, Keyner Morales y JuanK Ricardo) (4:15)
3. Gracias - (Keyner Morales y JuanK Ricardo) (4:51)
4. Mi Dueña Eres Tú - (Kanner Morales y JuanK Ricardo) (4:06)
5. A Escondidas - (Kanner Morales y JuanK Ricardo) (4:07)
6. Sin Fecha de Vencimiento - (Keyner Morales y JuanK Ricardo) (4:15)
7. Acróstico - (Kanner Morales y JuanK Ricardo) (4:24)
8. Que No Muera Este Amor - (Kanner Morales y JuanK Ricardo) (4:35)
9. Me Estoy Cansando - (Kanner Morales, Keyner Morales y JuanK Ricardo) (4:35)
10. Tiquete de Amor - (Keyner Morales y JuanK Ricardo) (4:38)
11. No Pierdo La Fe - (Kanner Morales y JuanK Ricardo) (4:30)
12. Cada Vez - (Keyner Morales y JuanK Ricardo) (3:49)
13. Sabor a Miel - (Kanner Morales, Keyner Morales y JuanK Ricardo) (4:19)

## Sencillos
- Acróstico
- Que No Muera Este Amor
- Gracias